# Bärenstein (Erzgebirge)
Bärenstein is een gemeente en plaats in de Duitse deelstaat Saksen. De gemeente maakt deel uit van het Erzgebirgskreis.
Bärenstein telt 2.288 inwoners.
Het dorp ligt aan de Bundesstraße 95, ongeveer 40 km ten zuiden van  Chemnitz, 10 km ten noorden  van de vakantieplaats  Oberwiesenthal, en direct aan de grens met Tsjechië. Het vormt bijna één geheel met het oostelijke buurstadje Vejprty.
Er bestaat in het Ertsgebergte nog een tweede plaats met de naam Bärenstein. Deze ligt hemelsbreed 60 km verder noordoostwaarts  in de gemeente Altenberg (Saksen).
Barenstein is bekend van Hotel Fichtenhausel. De evangelisch-lutherse Verlosserkerk dateert uit 1655.
In Bärenstein ligt een mijn, waar sinds 2013 fluoriet  wordt gewonnen.
Bärenstein ligt bij een 898 meter hoge, gelijknamige  berg, die gebruikt wordt als wintersportoord. Onderaan deze berg is een spectaculaire rotsformatie van basaltzuilen te zien.
Amtsberg · Annaberg-Buchholz · Aue-Bad Schlema · Auerbach · Bärenstein · Bockau · Börnichen/Erzgeb. · Breitenbrunn/Erzgeb. · Burkhardtsdorf · Crottendorf · Deutschneudorf · Drebach · Ehrenfriedersdorf · Eibenstock · Elterlein · Gelenau/Erzgeb. · Geyer · Gornau · Gornsdorf · Großolbersdorf · Großrückerswalde · Grünhain-Beierfeld · Grünhainichen · Heidersdorf · Hohndorf · Jahnsdorf/Erzgeb. · Johanngeorgenstadt · Jöhstadt · Königswalde · Lauter-Bernsbach · Lößnitz · Lugau · Marienberg · Mildenau · Neukirchen/Erzgeb. · Niederdorf · Niederwürschnitz · Oberwiesenthal · Oelsnitz/Erzgeb. · Olbernhau · Pfaffroda · Pockau-Lengefeld · Raschau-Markersbach · Scheibenberg · Schlettau · Schneeberg · Schönheide · Schwarzenberg · Sehmatal · Seiffen/Erzgeb. · Stollberg/Erzgeb. · Stützengrün · Tannenberg · Thalheim · Thermalbad Wiesenbad · Thum · Wolkenstein · Zschopau · Zschorlau · Zwönitz